# Nowa Wieś Ełcka
Nowa Wieś Ełcka (deutsch Neuendorf) mit Nowa Wieś Ełcka (Sosza Bajtkowska) ist ein Dorf mit zwei Schulzenämtern (polnisch Sołectwa) in der polnischen Woiwodschaft Ermland-Masuren, die beide zur Gmina Ełk (Landgemeinde Lyck) im Powiat Ełcki (Kreis Lyck) gehören.

## Geographische Lage
Nowa Wieś Ełcka liegt am Flüsschen Ełk (deutsch Lyck) im südlichen Osten der Woiwodschaft Ermland-Masuren, sechs Kilometer südlich der Kreisstadt Ełk (Lyck) und deren Ortsteil Szyba (Sybba, 1938 bis 1945 Walden).

## Geschichte
Neuendorf wurde 1439 gegründet. Es war eines von 17 Orten, die im Jahre 1874 in den Amtsbezirk Lyck-Land (vor 1908: „Amtsbezirk Lyck“) eingegliedert wurden und – als größte Ortschaft – den Status eines Amtsdorfes erhielt. Der Amtsbezirk bestand bis 1945 und gehörte zum Kreis Lyck im Regierungsbezirk Gumbinnen (ab 1905: Regierungsbezirk Allenstein) in der preußischen Provinz Ostpreußen.
In Neuendorf waren im Jahr 1910 insgesamt 910 Einwohner registriert, von denen 858 in der Landgemeinde und 52 im Gutsbezirk lebten. Aufgrund der Bestimmungen des Versailler Vertrags stimmte die Bevölkerung im Abstimmungsgebiet Allenstein, zu dem Neuendorf gehörte, am 11. Juli 1920 über die weitere staatliche Zugehörigkeit zu Ostpreußen (und damit zu Deutschland) oder den Anschluss an Polen ab. In Dorf und Gut Neuendorf stimmten 620 Einwohner für den Verbleib bei Ostpreußen, auf Polen entfielen keine Stimmen.
Am 30. September 1928 wurde der Gutsbezirk Neuendorf in die Landgemeinde Neuendorf eingemeindet. Die Einwohnerzahl lag 1933 bei 1.014 und 1939 bei 1.074.
In Kriegsfolge kam Neuendorf 1945 mit dem gesamten südlichen Ostpreußen zu Polen und trägt seither die polnische Namensform „Nowa Wieś Ełcka“. Als  solches ist es heute Sitz zweier Schulzenämter (polnisch Sołectwa):
- das Schulzenamt Nowa Wieś Ełcka umfasst die Landgemeinde, und
- das Schulzenamt Nowa Wieś Ełcka (Szosa Bajtkowska) umfasst die westlich der Bahnlinie und an der  Sosza Bajtkowska (so heißt in diesem Abschnitt die Woiwodschaftsstraße 667)[9] liegende Siedlung mit elf Wohngebäuden und mehreren Lagerhallen und Stallungen. An dem die Grenze markierenden Bahnübergang befindet sich eine deutsche Soldatengrabstätte (polnisch Niemiecka mogiła wojenna).

Beide Schulzenämter gehören zur Gmina Ełk (Landgemeinde Lyck) im Powiat Ełcki (Kreis Lyck), vor 1998 der Woiwodschaft Suwałki, seither der Woiwodschaft Ermland-Masuren zugehörig.

### Amtsbezirk Lyck-Land (1874–1945)
Der Amtsbezirk Lyck-Land (bis vor 1908 ohne Zusatz Amtsbezirk Lyck genannt) umfasste ursprünglich 17 Ortschaften, am Ende waren es aufgrund von strukturellen Veränderungen noch elf:
| Name            | Änderungsname 1938 bis 1945 | Polnischer Name | Bemerkungen                                  |
| --------------- | --------------------------- | --------------- | -------------------------------------------- |
| Barannen        | Keipern                     | Barany          |                                              |
| Bartossen       | Bartendorf                  | Bartosze        |                                              |
| Chroscziellen   | (ab 1933:) Kreuzfeld        | Chruściele      |                                              |
| Judzicken       | Gutenborn                   | Judziki         |                                              |
| Kuszmen         | Kuschmen                    | Suszcze         |                                              |
| Lyck, Domäne    |                             |                 | 1928 in die Stadtgemeinde Lyck eingegliedert |
| Malleczewen     | Maletten                    | Maleczewo       | 1928 nach Barannen eingegliedert             |
| Monczen         | Montzen                     | Mącze           |                                              |
| Monken          |                             | Mąki            |                                              |
| Neuendorf       |                             | Nowa Wieś Ełcka |                                              |
| Neuendorf (Gut) |                             |                 | 1928 in die Gemeinde Neuendorf eingegliedert |
| Renkussen       |                             | Rękusy          |                                              |
| Sareyken        | Sareiken                    | Szarejki        |                                              |
| Sarken          |                             | Szarek          |                                              |
| Suszczen        | Siedelberg                  | Suszcze         | 1928 nach Monken eingegliedert               |
| Thalussen       | Talussen                    | Talusy          |                                              |

Am 1. Januar 1945 bildeten noch die Orte Bartendorf, Gutenborn, Keipern, Kreuzfeld, Monken. Montzen, Neuendorf, Renkussen, Sareiken, Sarken und Talussen den Amtsbezirk Lyck-Land.

## Religionen

### Evangelisch
Bis 1945 war Neuendorf in die evangelische Pfarrkirche Lyck in der Kirchenprovinz Ostpreußen der Kirche der Altpreußischen Union eingegliedert. Aufgrund von Flucht und Vertreibung der einheimischen Bevölkerung in Kriegsfolge leben heute nur noch sehr wenige evangelische Kirchenglieder in Nowa Wieś Ełcka. Sie halten sich weiterhin zur Kreisstadt Ełk, deren evangelische Kirchengemeinde jetzt eine Filialgemeinde der Pfarrei Pisk (deutsch Johannisburg) in der Diözese Masuren der Evangelisch-Augsburgischen Kirche in Polen ist.

### Römisch-katholisch
Vor 1945 lebten nur sehr wenige katholische Einwohner in Neuendorf. Ihre Pfarrkirche war die St.-Adalbert-Kirche in Lyck im Bistum Ermland. Heute besteht in Nowa Wieś Ełcka aufgrund der vielen katholischen Kirchenglieder eine eigene Pfarrei, die 1989 errichtet wurde und seit 1995 über einen Kirchenbau verfügt. Sie trägt den Namen Kościół św. Józefa Rzemieślnika (Josef-der-Arbeiter-Kirche) und steht im Nordwesten von Nowa Wieś Ełcka an der ul. Małeckich. Die Pfarrei unterhält in Bobry (Bobern) eine Filialkirche.

## Verkehr
Nowa Wieś Ełcka liegt an der verkehrstechnisch bedeutenden polnischen Landesstraße 65 (einstige deutsche Reichsstraße 132), die von der polnisch-russischen Staatsgrenze bis zur polnisch-belarussischen Grenze verläuft und die beiden Woiwodschaften Ermland-Masuren und Podlachien verbindet. Die Woiwodschaftsstraße 667 sorgt außerdem für den Anschluss in den Nachbarkreis Pisz (Johannisburg), während die Nebenstraße 1925N für die Verbindung ins nordwestliche Umland sorgt.
Nowa Wieś Ełcka alias Neuendorf ist seit 1885 Bahnstation und liegt an der Bahnstrecke Olsztyn–Ełk, die das südöstliche Masuren an die Hauptstadt Olsztyn (deutsch Allenstein) der Woiwodschaft Ermland-Masuren anbindet.